# Trnava (huyện)
Trnava (tiếng Slovak: okres Trnava) là một huyện nằm tại vùng hành chính Trnava, tây Slovakia. Ranh giới hiện tại được hình thành từ năm 1996. Trước đó nó là một phần của huyện Hlohovec. Trung tâm hành chính của huyện nằm tại Trnava. Các thị trấn và làng xung quanh là một trong số những cộng đồng lao động lớn của Bratislava và Trnava.

## Dân số
| Năm            | 1994    | 2004    | 2014    | 2024    |
| -------------- | ------- | ------- | ------- | ------- |
| Số lượng người | 126.153 | 126.822 | 129.946 | 132.788 |
| Sự khác biệt   |         | +0,53%  | +2,46%  | +2,18%  |

| Năm            | 2023    | 2024    |
| -------------- | ------- | ------- |
| Số lượng người | 132.524 | 132.788 |
| Sự khác biệt   |         | +0,19%  |

## Đô thị
- Biely Kostol
- Bíňovce
- Bohdanovce nad Trnavou
- Boleráz
- Borová
- Brestovany
- Bučany
- Buková
- Cífer
- Dechtice
- Dlhá
- Dobrá Voda
- Dolná Krupá
- Dolné Dubové
- Dolné Lovčice
- Dolné Orešany
- Horná Krupá
- Horné Dubové
- Horné Orešany
- Hrnčiarovce nad Parnou
- Jaslovské Bohunice
- Kátlovce
- Košolná
- Križovany nad Dudváhom
- Lošonec
- Majcichov
- Malženice
- Naháč
- Opoj
- Pavlice
- Radošovce
- Ružindol
- Slovenská Nová Ves
- Smolenice
- Suchá nad Parnou
- Šelpice
- Špačince
- Šúrovce
- Trnava
- Trstín
- Vlčkovce
- Voderady
- Zavar
- Zeleneč
- Zvončín